# Lista de prefeitos de Itapetininga
Esta é a galeria de prefeitos e vice–prefeitos nomeados e eleitos de Itapetininga, município brasileiro localizado no estado de São Paulo desde o início do século XX até os dias atuais.

## Intendentes nomeados pelo Governador (1901–1930)
| N.º | Nome                         | Imagem | Partido político                 | Início do mandato       | Fim do mandato          |
| 1   | Procópio de Almeida Leme     |        | Partido Republicano Paulista PRP | 24 de julho de 1901     | 20 de outubro de 1902   |
| 2   | Silvino Vieira de Moraes     |        | Partido Republicano Paulista PRP | 21 de outubro de 1902   | 4 de agosto de 1906     |
| 3   | José Teodoro Silva           |        | Partido Republicano Paulista PRP | 5 de agosto de 1906     | 18 de abril de 1908     |
| 4   | Antonio Rolim Oliveira Ayres |        | Partido Republicano Paulista PRP | 19 de abril de 1908     | 13 de abril de 1909     |
| 5   | João Soares Hungria          |        | Partido Republicano Paulista PRP | 14 de abril de 1909     | 30 de julho de 1913     |
| 6   | Francisco Galvão dos Santos  |        | Partido Republicano Paulista PRP | 31 de julho de 1913     | 16 de fevereiro de 1914 |
| 7   | José Messias Jotta           |        | Partido Republicano Paulista PRP | 17 de fevereiro de 1914 | 30 de março de 1916     |
| 8   | João Mendes de Moraes        |        | Partido Republicano Paulista PRP | 31 de março de 1916     | 12 de agosto de 1920    |
| 9   | Amantino de Albuquerque      |        | Partido Republicano Paulista PRP | 13 de agosto de 1920    | 31 de outubro de 1922   |
| 10  | Ramiro Vieira de Moraes      |        | Partido Republicano Paulista PRP | 1º de novembro de 1922  | 28 de março de 1923     |
| 11  | César Eugênio da Piedade     |        | Partido Republicano Paulista PRP | 29 de março de 1923     | 8 de junho de 1924      |
| 12  | José Pedro Strasburg Júnior  |        | Partido Republicano Paulista PRP | 9 de junho de 1924      | 9 de novembro de 1928   |
| 13  | Argemiro Vieira de Moraes    |        | Partido Republicano Paulista PRP | 10 de novembro de 1928  | 3 de janeiro de 1929    |
| 14  | Pedro Dias Batista           |        | Partido Republicano Paulista PRP | 4 de janeiro de 1929    | 2 de julho de 1930      |

## Prefeitos eleitos indiretamente pela Câmara Municipal (1930–1948)
| N.º | Nome                               | Imagem | Partido político                      | Início do mandato      | Fim do mandato         |
| 15  | Antônio Fogaça de Almeida          |        | Partido de Ação Progressista PAP      | 3 de julho de 1930     | 7 de dezembro de 1932  |
| 16  | Antônio Souza Mello                |        | Partido Trabalhista Nacional PTN      | 8 de dezembro de 1932  | 14 de março de 1933    |
| 17  | Paulo Soares Hungria               |        | Partido Trabalhista Nacional PTN      | 15 de março de 1933    | 5 de janeiro de 1934   |
| 18  | Antônio Vieira Sobrinho            |        | Partido Trabalhista Nacional PTN      | 6 de janeiro de 1934   | 18 de agosto de 1934   |
| 19  | Pedro Sabino Ayres                 |        | Partido Trabalhista Nacional PTN      | 19 de agosto de 1934   | 16 de julho de 1935    |
| 20  | Abílio Ayres de Aguirre            |        | Partido Municipalista Conservador PMC | 17 de julho de 1935    | 4 de fevereiro de 1936 |
| 21  | Francisco Lisboa                   |        | Partido Social Democrático PSD        | 5 de fevereiro de 1936 | 19 de julho de 1936    |
| 22  | João Reichert                      |        | Partido Social Democrático PSD        | 20 de julho de 1936    | 16 de junho de 1942    |
| 23  | Antônio de Almeida Leme Júnior     |        | Partido Social Democrático PSD        | 17 de junho de 1942    | 25 de outubro de 1944  |
| 24  | Miguel Pedro Soares Terra          |        | Partido Democrático Nacional PDN      | 26 de outubro de 1944  | 8 de fevereiro de 1946 |
| 25  | Manoel José Vieira                 |        | Partido Liberal Paulista PL           | 9 de fevereiro de 1946 | 9 de janeiro de 1947   |
| 26  | José Ravacci Filho                 |        | Partido Liberal Paulista PL           | 10 de janeiro de 1947  | 25 de julho de 1947    |
| 27  | Lauro Severiano Rupp               |        | Partido Democrata Cristão PDC         | 26 de julho de 1947    | 12 de novembro de 1947 |
| 28  | Sebastião da Silva Leite Fernandes |        | Partido Trabalhista Brasileiro PTB    | 13 de novembro de 1947 | 30 de janeiro de 1948  |

## Prefeitos democraticamente eleitos (1948–presente)
| N.º | Nome                               | Imagem                               | Partido político                                                  | Vice–prefeito                                    | Início do mandato      | Fim do mandato                                        | Observações |
| 29  | Waldomiro de Carvalho              |                                      | Partido Social Progressista PSP                                   | —                                                | 31 de janeiro de 1948  | 30 de janeiro de 1952                                 | Prefeito eleito em sufrágio universal                                                                                                |
| 30  | Cyro Albuquerque                   |                                      | Partido Social Progressista PSP                                   | Aldo Pucci                                       | 31 de janeiro de 1952  | 27 de junho de 1954                                   | Prefeito e vice eleitos em sufrágio universal                                                                                        |
| 31  | Aldo Pucci                         |                                      | Partido Social Trabalhista PST                                    | —                                                | 28 de junho de 1954    | 30 de janeiro de 1956                                 | Vice–prefeito eleito assumiu a Prefeitura após renúncia do titular para concorrer ao cargo de deputado estadual nas eleições de 1954 |
| 32  | Darcy Vieira                       |                                      | União Democrática Nacional UDN                                    | José Ozi                                         | 31 de janeiro de 1956  | 25 de março de 1959                                   | Prefeito e vice eleitos em sufrágio universal                                                                                        |
| 33  | Humberto Pellegrini                |                                      | Partido Trabalhista Nacional PTN                                  | —                                                | 26 de março de 1959    | 19 de dezembro de 1960                                | Presidente da Câmara Municipal no cargo de Prefeito                                                                                  |
| 34  | José Ozi                           |                                      | União Democrática Nacional UDN                                    | Juliana Fabiano Alves                            | 20 de dezembro de 1960 | 27 de junho de 1963                                   | Prefeito e vice eleitos em sufrágio universal                                                                                        |
| 35  | Juliana Fabiano Alves              |                                      | União Democrática Nacional UDN                                    | —                                                | 28 de junho de 1963    | 30 de janeiro de 1964                                 | Vice–prefeita eleita assumiu a Prefeitura após eleição do titular como deputado estadual nas eleições estaduais de 1962              |
| 36  | Joaquim Aleixo Machado             |                                      | Aliança Renovadora Nacional ARENA                                 | José Rolim Pinto                                 | 31 de janeiro de 1964  | 30 de janeiro de 1969                                 | Prefeito e vice eleitos em sufrágio universal                                                                                        |
| 37  | Walter Tuffic Cury                 |                                      | Aliança Renovadora Nacional ARENA                                 | José Moraes Terra                                | 31 de janeiro de 1969  | 30 de janeiro de 1973                                 | Prefeito e vice eleitos em sufrágio universal                                                                                        |
| 38  | Darcy Pereira de Moraes            |                                      | Movimento Democrático Brasileiro MDB                              | Mário Carlos Martins                             | 31 de janeiro de 1973  | 30 de janeiro de 1977                                 | Prefeito e vice eleitos em sufrágio universal                                                                                        |
| 39  | Antonio Fernando Silva Rosa        |                                      | Aliança Renovadora Nacional ARENA                                 | João Flávio Soares Hungria                       | 31 de janeiro de 1977  | 3 de abril de 1982                                    | Prefeito e vice eleitos em sufrágio universal                                                                                        |
| 40  | João Flávio Soares Hungria         |                                      | Partido Democrático Social PDS                                    | —                                                | 4 de abril de 1982     | 31 de janeiro de 1983                                 | Vice–prefeito eleito assumiu a Prefeitura após renúncia do titular para concorrer ao cargo de deputado estadual nas eleições de 1982 |
| 41  | Joaquim Aleixo Machado             |                                      | Partido do Movimento Democrático Brasileiro PMDB                  | Miniuke Abe                                      | 1 de fevereiro de 1983 | 31 de dezembro de 1988                                | Prefeito e vice eleitos em sufrágio universal                                                                                        |
| 42  | José Carlos Tardelli               |                                      | Partido do Movimento Democrático Brasileiro PMDB                  | Edson Giriboni (PMDB)                            | 1 de janeiro de 1989   | 31 de dezembro de 1992                                | Prefeito e vice eleitos em sufrágio universal                                                                                        |
| 43  | Ricardo Barbará da Costa Lima      |                                      | Partido Social Democrático PSD                                    | Roberto Ramalho Tavares (PSD)                    | 1 de janeiro de 1993   | 31 de dezembro de 1996                                | Prefeito e vice eleitos em sufrágio universal                                                                                        |
| 44  | José Carlos Tardelli               |                                      | Partido da Frente Liberal PFL                                     | José Paulo dos Santos Prestes Zito Prestes (PFL) | 1 de janeiro de 1997   | 31 de dezembro de 2000                                | Prefeito e vice eleitos em sufrágio universal                                                                                        |
| 45  | Ricardo Barbará da Costa Lima      |                                      | Partido da Social Democracia Brasileira PSDB                      | Edson Giriboni (PSDB)                            | 1 de janeiro de 2001   | 31 de dezembro de 2004                                | Prefeito e vice eleitos em sufrágio universal                                                                                        |
| 46  | Roberto Ramalho Tavares            |                                      | Partido do Movimento Democrático Brasileiro PMDB                  | Alceu Nanini de Oliveira (PMDB)                  | 1 de janeiro de 2005   | 31 de dezembro de 2008                                | Prefeito e vice eleitos em sufrágio universal                                                                                        |
| 46  | Roberto Ramalho Tavares            | Geraldo Miguel de Macedo (PSB)       | Partido do Movimento Democrático Brasileiro PMDB                  | 1 de janeiro de 2009                             | 31 de dezembro de 2012 | Prefeito reeleito e vice eleito em sufrágio universal | |
| 47  | Luís Antônio Di Fiori Fiores Costa |                                      | Partido da Social Democracia Brasileira PSDB                      | Hiram Ayres Monteiro Júnior (DEM)                | 1 de janeiro de 2013   | 12 de novembro de 2015                                | Prefeito e vice eleitos em sufrágio universal                                                                                        |
| 48  | Hiram Ayres Monteiro Júnior        |                                      | Democratas DEM                                                    | —                                                | 13 de novembro de 2015 | 31 de dezembro de 2016                                | Vice–prefeito eleito no cargo de Prefeito após o falecimento do titular durante o exercício do mandato                               |
| 49  | Simone Marquetto                   |                                      | Partido do Movimento Democrático Brasileiro PMDB                  | Josué Alvares Pintor Coronel Pintor (PDT)        | 1 de janeiro de 2017   | 31 de dezembro de 2020                                | Prefeita e vice eleitos em sufrágio universal                                                                                        |
| 49  | Simone Marquetto                   | Movimento Democrático Brasileiro MDB | Jeferson Brun (PSDB)                                              | 1 de janeiro de 2021                             | 28 de março de 2022    | Prefeita reeleita e vice eleito em sufrágio universal | |
| 50  | Jeferson Brun                      |                                      | Partido da Social Democracia Brasileira PSDB                      | —                                                | 29 de março de 2022    | 31 de dezembro de 2024                                | Vice–prefeito eleito assumiu a Prefeitura após renúncia da titular para concorrer ao cargo de deputada federal nas eleições de 2022  |
| 50  | Jeferson Brun                      | Republicanos                         | Maria Antonieta Bueno Vieira de Camargo Nêta Bueno (Republicanos) | 1 de janeiro de 2025                             | Atualidade             | Prefeito reeleito e vice eleita em sufrágio universal | |